# Блом, Нджабуло
Нджабуло Блом (англ. Njabulo Blom; род. 11 декабря 1999, Dobsonville, Гаутенг) — южноафриканский футболист, полузащитник клуба «Сент-Луис Сити» и сборной ЮАР.

## Клубная карьера
Блом — воспитанник клуба «Кайзер Чифс». 1 октября 2019 года в матче против «Голден Эрроуз» он дебютировал в чемпионате ЮАР. В начале 2023 году Блом перешёл в американский «Сент-Луис Сити». 26 февраля 2023 года в матче против «Остина» он дебютировал в MLS. 24 сентября в поединке против «Миннесота Юнайтед» Нджабуло забил свой первый гол за «Сент-Луис Сити».

## Международная карьера
В 2019 году Блом в составе молодёжной сборной ЮАР принял участие в молодёжном Кубке Африки в Нигере. На турнире он сыграл в матчах против команд Нигера, Бурунди и дважды Нигерии. В том же году Блом принял участие в молодёжном чемпионате мира в Польше. На турнире он сыграл в матчах против сборных Аргентины, Южной Кореи и Португалии.
6 сентября 2021 года в отборочном матче чемпионата мира 2022 против сборной Ганы Блом дебютировал за сборную ЮАР заменив во втором тайме Перси Тау. 